# Statistisch jaarboek voor het Koningrijk der Nederlanden
Het Statistisch jaarboek voor het Koningrijk der Nederlanden verscheen van 1851 tot 1868 en werd uitgegeven door het Departement van Binnenlandsche Zaken. Deze publicatie is ter vervanging van het jaarboekje van Lobatto.
In het voorbericht van de eerste jaargang wordt onder meer gezegd: "Het Gouvernement is overtuigd, dat eene nauwkeurige kennis van den stoffelijken, verstandelijken en zedelijken toestand der maatschappij een onmisbaar vereischte is geworden. Die overtuiging heeft reeds geleid tot het voorschrijven van een uitvoerig model voor het jaarlijksch verslag van den toestand  van elke provincie. Evenwel zullen aan de gemeentebesturen voor de samenstelling van het jaarlijksch verslag van den toestand hunner gemeenten bepaalde voorschriften worden gegeven."
De verkregen informatie is in dit jaarboek in een beknopt overzicht gerangschikt. Dit met vermelding van de bronnen om zodoende de betrouwbaarheid aan te geven.

## Inhoud
In dit boekwerk komen meer statistische gegevens voor dan in het jaarboekje van Lobatto, terwijl in tegenstelling tot de voorganger bijzondere data op de jaarkalender en wetenschappelijke artikelen geheel ontbraken.
Alle jaargangen bevatten gegevens over: 
- De loop van de bevolking en de migratie, terwijl de uitkomsten van de volkstellingen worden behandeld in de 1e, 10e en 11e jaargang
- Het lager-, middelbaar- en hoger onderwijs. Handel-, teken, industrie- muziek- en zangscholen, maritiem onderwijs, veterinair onderwijs en militaire scholen
- De nationale militie, schutterijen en marine, de uitkomsten van het onderzoek van de lotelingen en van de koepokinentingen bij het leger
- Gast- en ziekenhuizen, de instellingen voor krankzinnigen, doofstommen, idioten en blinden, de handel en scheepvaart in Nederland en de koloniën, landbouw, veeteelt, jacht en visserij, de ambachten en de industrie, het spoorwegvervoer en de uitkomsten der wetten op de post en de telegrafie
- De gerechtelijke statistiek, gevangenisstatistiek, Rijks-, provinciale- en gemeentelijke geldmiddelen en accijnzen

## Vervolg
Dit jaarboek had sinds het inhoudsjaar 1848 alle statistische gegevens opgenomen die niet apart gepubliceerd werden. Daar nu juist deze statistieken uitgebreid werden had tot gevolg dat de publicatie te omvangrijk werd. Om de statistieken over deze onderwerpen te publiceren zag het departement zich genoodzaakt tot het uitgeven van een volgreeks “Statistische bescheiden”. De uitgave van het Statistisch Jaarboek werd dien ten gevolge uiteindelijk gestaakt. De volgreeks verscheen van 1867 tot 1876.